# Birgit Brüel
Birgit Brüel (Copenhague, 6 de octubre de 1923 - Gentofte, 23 de febrero de 1996) fue una cantante y actriz danesa, conocida internacionalmente por su participación en el Festival de Eurovisión 1965.
La carrera profesional de Brüel comenzó en 1950 cuando se unió al cuarteto de jazz Max Brüel Quartet como cantante, y comenzó a formarse como actriz en la Real Escuela de Teatro de Dinamarca. Se casó en 1951 con Max Brüel y tuvo dos hijas gemelas al año siguiente (tenía una hija anterior de su primer matrimonio, que acabó en divorcio en 1949). Durante los años de 1950 se hizo conocida como actriz de teatro y cine, y entre 1961 y 1966 cantó con la Danish Radio Jazz Group. 
En 1965, Brüel participó en el Dansk Melodi Grand Prix, ganando con la canción "For din skyld" ("Por tu bien"). Participando ese año representando a Dinamarca en el Festival de la Canción de Eurovisión 1965, celebrado el 20 de marzo en Nápoles, donde acabó en séptima plaza de un total de 18 participantes. Aunque la canción solo fue votada por dos países, Suecia y Luxemburgo, obtuvo diez votos, cinco de cada uno, alcanzando una relativa buena posición.
Brüel alternó la música con la actuación e hizo numerosas apariciones en cine y televisión hasta la década de 1990. Desde los años 1970 se involucró con Amazonegruppen, un grupo teatral y musical feminista. Su última grabación fue en 1985 con el álbum Den hemmelige rude, con poemas musicados de Tove Ditlevsen.
Brüel murió por causas desconocidas el 23 de febrero de 1996, a la edad de 68 años.